# Pamela Mann
Pamela Mann est une actrice pornographique américaine, née le 7 juillet 1957. Elle a notamment reçu l'AVN Award de la meilleure actrice (Best Actress) pour The X Factor en 1985.

## Récompenses
- 1985 : AVN Award Meilleure actrice (Best Actress) pour The X-Factor[2]

## Filmographie succincte
- Insatiable (1988)
- Star Cuts 57: Pamela Mann (1987)
- Bloody Wednesday (1985)
- The X Factor (1984)
- Taboo 3 - The Final Chapter (1984)
- Sex and the Cheerleaders (1983)
- Eat at the blue fox (1983)
- Fantasies Of Jennifer Faye (1980)